# Fabrizio Miccoli
Fabrizio Miccoli es un exfutbolista italiano. Nacido en Nardò, jugaba de delantero y su primer equipo fue el Virtus Casarano. Su último equipo fue el Birkirkara Football Club de la Premier League de Malta.

## Trayectoria
Fabrizio Miccoli es nativo de Nardò pero oriundo de San Donato, en la provincia de Lecce, de niño pasó un breve período en los juveniles del Milán en San Siro. Con 17 años, en el Casarano, en la Serie C1, se convirtió en titular desde su primer año. En la temporada siguiente el éxito de su debut lo lleva al fútbol profesional, de modo que en 1998 fue comprado por Ternana, en la Serie B.
En 2002-2003 hace su debut en la Serie A con Perugia Calcio, ganando un buen décimo lugar, el marcó 9 goles en el campeonato, y 5 en la Copa de Italia.
Comprado por la Juventus, jugó un discreto campeonato en el que realizó 8 goles en la temporada 2003-2004.
En la temporada 2004-2005 fue adquirido por la Fiorentina, en el que hizo 12 goles.
En la temporada 2005-2006 fue cedido en préstamo al Benfica en la liga portuguesa. El equipo comenzó la ilusión de conseguir incluso en la Liga de Campeones, marcando dos goles valiosos. En 2006 el préstamo en el Benfica fue renovado por una nueva temporada, en la que Miccoli jugó 22 veces e hizo 10 goles de alto nivel y convirtiéndose en uno de los jugadores preferidos de los hinchas del club lusitano. Al igual que en la temporada anterior, se consiguió 2 objetivos en la Liga de Campeones, aprovechando el acceso al octavo de final, y un objetivo en la Copa de la UEFA.
Después del préstamo en el Benfica y regresar a la Juventus, en 2007 fue comprado por el US Palermo en 4,3 millones de euros para formar con el delantero brasileño, Amauri una de las duplas ofensivas más peligrosas de la Serie A.
En 2015 pasó al Birkirkara Football Club de la Premier League de Malta. El 23 de julio de ese año marcó el gol que hizo que Birkirkara derrotara a West Ham de Inglaterra en la 2.ª ronda de clasificación de la Liga Europea de la UEFA 2015-16 pero Birkirkara perdió en los penaltis.

## Selección nacional
Ha sido internacional con la Selección de fútbol de Italia, ha jugado 10 partidos internacionales y ha anotado 2 goles.

## Clubes
| Club              | País     | Año       |
| ----------------- | -------- | --------- |
| Virtus Casarano   | Italia   | 1996-1998 |
| Ternana Calcio    | Italia   | 1998-2002 |
| AC Perugia        | Italia   | 2002-2003 |
| Juventus de Turín | Italia   | 2003-2004 |
| ACF Fiorentina    | Italia   | 2002-2005 |
| Juventus de Turín | Italia   | 2005      |
| SL Benfica        | Portugal | 2005-2007 |
| US Palermo        | Italia   | 2007-2013 |
| US Lecce          | Italia   | 2013-2015 |
| Birkirkara FC     | Malta    | 2015      |

## Palmarés

### Campeonatos nacionales
| Título                | Club              | País     | Año  |
| --------------------- | ----------------- | -------- | ---- |
| Supercopa de Italia   | Juventus de Turín | Italia   | 2003 |
| Supercopa de Portugal | SL Benfica        | Portugal | 2005 |